# Championnat de France de football 1900 (USFSA)
Navigation
Championnat 1899 Championnat 1901
Le Championnat de France de football USFSA 1900 met aux prises les champions régionaux de l'USFSA.

## Championnat de France

### Participants
Les trois participants sont les vainqueurs des championnats régionaux :
- Champion de Paris : Club français
- Champion du Nord : US Tourcoing
- Champion de Haute-Normandie : Le Havre Athletic Club

### Demi-finales
- 15 avril 1900
  - Le Havre AC 4-0 US Tourcoing
  - Club français qualifié d'office

### Finale
| 6 mai 1900 | Le Havre AC | 1 – 0 | Club français | Bécon-les-Bruyères |                    |
| | Richards    | |               | Arbitrage : French | Arbitrage : French |
| Arthur Wood – Alfred Wilkes, Bacquart – Charles Wilkes, Frank Mason, Henry Coulon – Richards, Teltow, Jimmy Carré, Georges Dubreuil, William Taylor | Équipes     | Huteau – Pierre Allemane, Louis Bach – A. Lambert, Gaillard, F. Deslandes – Fernand Canelle, R. Deslandes, Gaston Peltier, A. Grandjean, M. Laisné |               | Arbitrage : French | Arbitrage : French |